# Макронисос
Макронисос (греч. Μακρόνησος ή Μακρονήσι) — небольшой остров в Эгейском море, принадлежит Греции. Входит в архипелаг Киклады, самый западный из островов. Находится напротив города Лаврион, у юго-восточной оконечности Аттики. Население 9 человек по переписи 2011 года. Относится к сообществу Корисия на острове Кея.
Носил в древности имя Елена (Ἑλένη). Ликофрон пишет, что Елена Прекрасная и Парис сделали первую остановку по дороге в Трою на этом острове. По Павсанию Елена высаживалась на острове после взятия Трои. По Страбону остров лежал перед побережьем аттических демов Суний и Форик, являлся скалистым и пустынным и простирался параллельно берегу приблизительно на 60 стадий. Павсаний также описывает остров пустынным.
Пролив Кея (Кеос) отделяет Макронисос от соседнего острова Кея. В проливе в 1916 году затонул лайнер «Британник».
Остров занимает площадь 18,427 квадратного километра, протяженность береговой линии — 37 километров. Остров имеет продолговатую форму, от которой и получил название — от μακρός — длинный. Самый высокий пик (281 м) находится в севере. На острове есть несколько источников, которые часто пересыхают.
В ходе гражданской войны в Греции весной 1947 года на острове был создан концлагерь Макронисос, в котором содержались сотни людей в тяжёлых условиях до конца 1950-х годов. По решению Мелины Меркури в мае 1989 года остров объявлен памятником истории.

## Население
| Год  | Население, человек |
| ---- | ------------------ |
| 1991 | 0                  |
| 2001 | 4                  |
| 2011 | ↗ 9                |